# Ein starkes Team: Alte Wunden
Alte Wunden ist ein deutscher Fernsehfilm von Thorsten Näter aus dem Jahr 2014. Es handelt sich um die 57. Folge der Krimiserie Ein starkes Team mit Maja Maranow und Florian Martens in den Hauptrollen.

## Handlung
Gerhard Brock, ein gerade aus der Haft entlassener Straftäter droht an, sich an denen zu rächen, die ihn 20 Jahre wegen des Mordes an seiner Tochter Birte ins Gefängnis gebracht haben. Als ein Belastungszeuge des damaligen Prozesses regelrecht hingerichtet wird, muss auch Kriminalrat Reddemann um sein Leben fürchten, denn er hatte seinerzeit in dem Fall ermittelt. Der Anschlag lässt auch nicht lange auf sich warten, denn Reddemanns Wagen wurde manipuliert und als er an einer roten Ampel halten will, versagen die Bremsen. Schwer verletzt wird der Teamchef in die Klinik gebracht und Kommissarin Verena Berthold ist sich sicher, dass das Ganze mit dem alten Fall zu tun hat. Nachdem sich Brock unrechtmäßig dem Krankenzimmer von Reddemann genähert hat, wird er zur Fahndung ausgeschrieben. Kurz darauf wird ein weiterer der damals ermittelnden Beamten umgebracht und deshalb der Fahndungsdruck auf den Flüchtigen erhöht.
Verena Berthold lässt sich die alten Akten bringen, da Reddemann geäußert hat, dass der damalige Prozess nicht ganz ordnungsgemäß abgelaufen sei. Sie findet tatsächlich einige Ungereimtheiten, sodass die Beweisführung nach heutigem Stand nicht zu einer Verurteilung ausgereicht hätte. Da ein Mithäftling zudem aussagt, dass Bock ständig seine Unschuld beteuerte und nach Ablauf seiner Haftstrafe ein Wiederaufnahmeverfahren erwirken wollte, hält sie es für möglich, dass Brock tatsächlich 20 Jahre zu Unrecht im Gefängnis war. Von Reddemann erfährt sie, dass es damals schon einen Freund der Ehefrau gab, der durchaus als Täter in Frage gekommen sei, aber da man Brock bereits vorverurteilt hatte, wurde nicht weiter nach einem anderen gesucht.
Als Brock Kontakt mit seiner Tochter aufnimmt, gelingt es der Polizei endlich, ihn zu fassen. Er beteuert seine Unschuld, muss aber feststellen, dass ihm außer Berthold keiner glaubt. Als dann in seinem Auto auch noch die Tatwaffe gefunden wird, scheint seine Situation aussichtslos. In seiner Not nimmt er ausgerechnet die Kommissarin als Geisel und verschanzt sich im Polizeipräsidium. Er fordert, dass die Zeugen von damals noch einmal verhört werden. Unter diesen Voraussetzungen räumt einer der Hauptbelastungszeugen ein, seinerzeit nicht die Wahrheit gesagt zu haben. Ein Polizist habe ihn vor die Wahl gestellt, Brock zu belasten oder wegen eines gerade begangenen Einbruchs in Haft zu gehen. Bei diesem Beamten handelt es sich um Kurt Lehnert, einen alten Schulfreund Brocks, der ihn hinter seinem Rücken mit seiner Frau betrogen und auch seine beiden Töchter missbraucht hatte. Durch seine Verbindungen zur Polizei konnte er Brock derart belasten, dass dieser für die Tat verurteilt wurde. Mit Brocks Entlassung und dem Vorhaben ein Wiederaufnahmeverfahren zu erreichen, kam Lehnert unter Druck. Er arrangierte daraufhin alles so, dass die neuen Taten wiederum Brock angelastet werden würden. Die Mörderin war aber Brocks jüngere Tochter Beatrice, die Birte nach einem Streit in der Badewanne unter Wasser gezogen hatte, sodass diese ertrank.

## Hintergrund
Alte Wunden wurde in Berlin gedreht und am 15. März 2014 um 20:15 Uhr im ZDF erstausgestrahlt.
Sputnik, dessen Rolle als Geschäftsmann in der Serie als ein Running Gag angelegt ist, eröffnet in dieser Folge einen Menüservice und verteilt unter anderem „Essen auf Rädern“.

## Rezeption

### Einschaltquoten
Die Erstausstrahlung von Alte Wunden am 15. März 2014 im ZDF verfolgten 6,24 Millionen Zuschauer, dies entsprach einem Marktanteil von 19,9 Prozent.

### Kritiken
Tilmann P. Gangloff urteilte auf Tittelbach.tv: „‚Alte Wunden‘ […] wartet mit einer geschickt konstruierten Geschichte auf. Das Drehbuch ist handlungsreich, die Inszenierung sorgfältig, die Schlusswendungen allerdings wirken ziemlich aus dem Hut gezaubert. Eine namhafte Besetzung, bei der es auch einen Fehlgriff gibt, eine assoziationsreiche Filmmusik und eine durchdachte Bildgestaltung runden diesen gelungenen Gebrauchskrimi ab.“
Die Kritiker der Fernsehzeitschrift TV Spielfilm vergeben die beste Wertung (Daumen nach oben) und meinen: „Wer sich am Sparscherz-Geplänkel um die Ermittler und einigen Ungereimtheiten nicht stört, wird mit einer spannenden Folge belohnt.“ Fazit: „Unrealistisch, überkonstruiert, aber ganz schön packend.“